# Allenville, Illinois
Allenville là một làng thuộc quận Moultrie, tiểu bang Illinois, Hoa Kỳ. Năm 2010, dân số của làng này là 148 người.

## Dân số
Dân số qua các năm:
- Năm 2000: 154 người.
- Năm 2010: 148 người.